# Čertův potok (přítok Zábrdky)
Čertův potok je pravostranný přítok říčky Zábrdky na rozhraní okresů Česká Lípa a Liberec v Libereckém kraji. Délka toku činí zhruba 4,8 km a plocha povodí je 11,53 km².

## Průběh toku
Potok pramení severozápadně od částečně zaniklé vesnice Náhlov v bývalém vojenském prostoru Ralsko. Potok je zčásti nesouvislý, vodnatost je závislá na proměnlivém stavu podzemní vody, kterou odčerpává několik vodojemů pro blízké vesnice. Počátek toku zřejmě souvisí již se studánkou nad blízkým údolím U Kalicha. Potok protéká sevřeným údolím nazývaným Čertův žleb, které je místy lemováno pískovcovými skalami. Nakonec Čertův potok z východu obtéká vrch Čertova stěna, kde podtéká silnici s cyklotrasou 25 a jjz. od vesnice Těšnov se vlévá do Zábrdky.

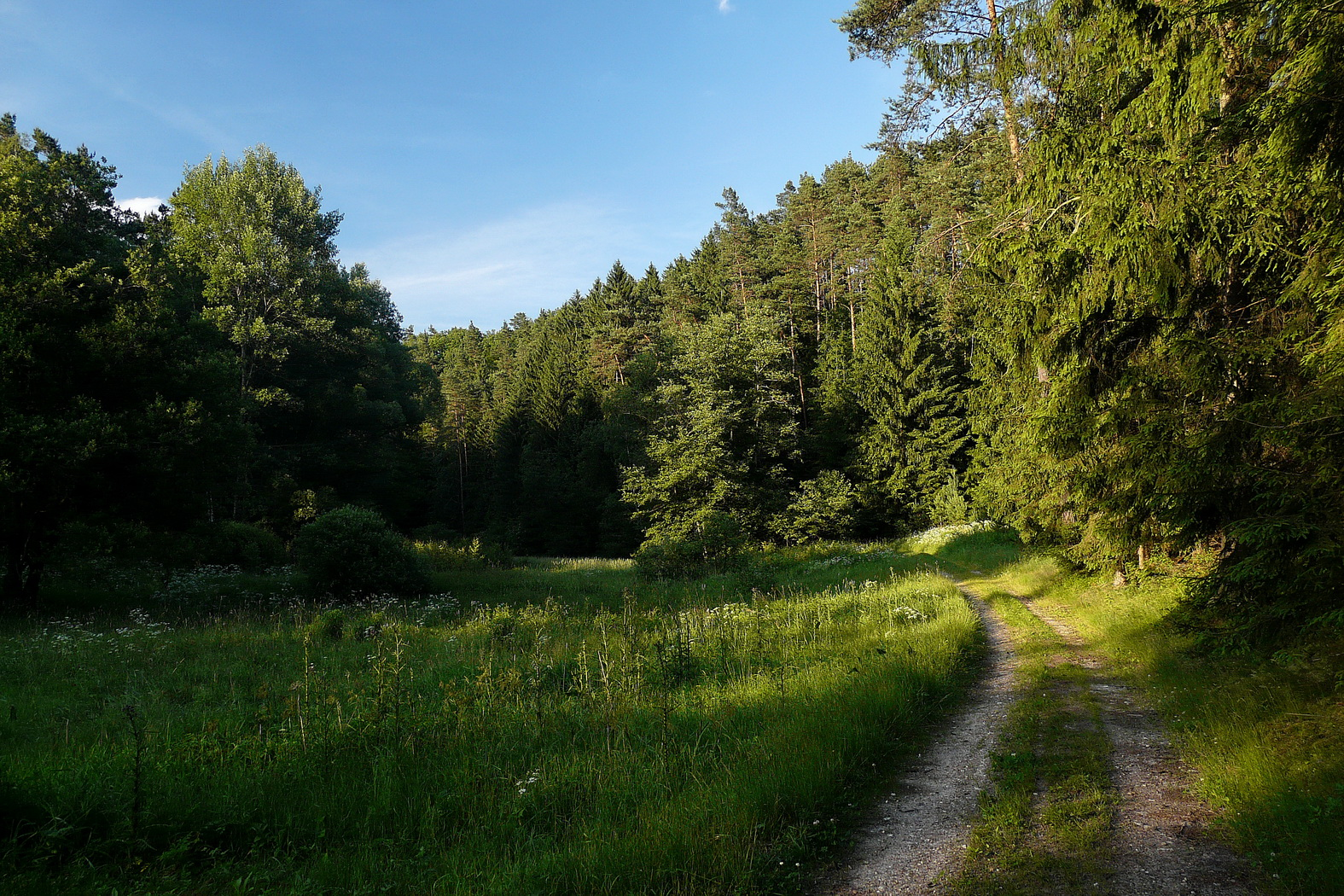
Čertův žleb